# Behexen
Behexen är ett finskt black metal-band som grundades år 1994. Bandet bildades i Tavastehus, men baserades senare i Tammerfors.

## Medlemmar
Nuvarande medlemmar
- Hoath Torog (Marko Saarikalle) – sång (1996– )
- Horns (Jani Rekola) – trummor (1996– )
- Wraath (Bjørn Erik Holmedahl) – gitarr (2009– )

Tidigare medlemmar
- Reaper (Jari) – gitarr, basgitarr (1996–1998, 2004–2009)
- Lunatic (Jani Honkamäki) – basgitarr (1998–2004)
- Gargantum (Toni Kettunen) – gitarr (1998–2009)
- Veilroth (Pertti Reponen) – gitarr (1999–2004)
- Shatraug (Ville Iisakki Pystynen) – gitarr (2009–2015)

Turnerande medlemmar
- Evisc (Kristiina Lehto) – basgitarr (2013– )
- Shatraug – basgitarr (2004–2008)
- Sargofagian (Ossi Mäkinen) – basgitarr (2009–2013)
- Infection (Mynni Luukkainen) – gitarr (2009)

## Diskografi
Demo
- 1997 – Eternal Realm
- 1998 – Blessed Be the Darkness
- 1999 – Support the War Against Christianity

Studioalbum
- 2000 – Rituale Satanum
- 2004 – By the Blessing of Satan
- 2008 – My Soul for His Glory
- 2012 – Nightside Emanations
- 2016 – The Poisonous Path

EP
- 2007 – From the Devil's Chalice (3 x 7" vinyl)

Annat
- 2004 – Horna / Behexen (delad album)
- 2008 – Behexen / Satanic Warmaster (delad EP)